# Winnie Lippert
Winnie Lippert (11 de abril de 1975) es una deportista alemana que compitió en vela en la clase Yngling. Ganó dos medallas de plata en el Campeonato Mundial de Yngling, en los años 2002 y 2003.

## Palmarés internacional
| \| Campeonato Mundial \| Campeonato Mundial \| Campeonato Mundial \| Campeonato Mundial \| \| Año \| Lugar \| Medalla \| Clase \| \| ------------------ \| ------------------ \| ------------------ \| ------------------ \| \| 2002 \| Brunnen (Suiza) \| Medalla de plata \| Yngling \| \| 2003 \| Cádiz (España) \| Medalla de plata \| Yngling \| |                 |                  |         |
| Campeonato Mundial |                 |                  |         |
| Año | Lugar           | Medalla          | Clase   |
| 2002 | Brunnen (Suiza) | Medalla de plata | Yngling |
| 2003 | Cádiz (España)  | Medalla de plata | Yngling |